# Robert Boyd (1er Lord Boyd)
Pour les articles homonymes, voir Robert Boyd et Boyd.
Robert Boyd 1er Lord Boyd (mort vers 1482) Lord de Kilmarnock, est un homme d'état écossais qui fut Gardien de l'Écosse.

## Biographie
Robert Boyd est le descendant d'une ancienne et distinguée lignée. Un de ses ancêtres et homonyme Sir Robert Boyd, a combattu avec William Wallace et Robert  Bruce. Il est le fils et héritier de Thomas Boyd de Kilmarnock (mort le 9 juillet 1439).. Robert Boyd est fait chevalier et créé Pair du Parlement, c'est-à-dire « Lord Boyd », par Jacques II d'Écosse entre 1451 et le 18 juillet 1454 date à laquelle il siège au Parlement pour la première fois. En 1460 il est l'un des six Régents désignés pour gouverner pendant la minorité de  Jacques III. En 1464 il est des ambassadeurs qui négocient à York un accord qui prévoit une trêve avec Édouard IV d'Angleterre.
La date de la création du titre de Robert Boyd doit se situer entre 1451 et le 15 juin 1452. À cette dernière date le roi confirme la charte en faveur de Robert Boyd, Lord de Kilmarnock et de Dalry, accordant un tiers du pays de Lynn en Dalry à Robert Boyd résident de Lynn. Seulement trois mois avant, Andrew Lynn de Dalry intervient dans une autre charte comme Lord de cet endroit, ce qui signifie qu'il était encore le seigneur et propriétaire de ce domaine familial dont il porte le nom.
Un an après la mort du régent James Kennedy en juillet 1465, en juillet 1466, le frère de Robert Boyd, Sir Alexander Boyd gouverneur de Château d'Édimbourg enlève le jeune roi de sa résidence de Linlithgow et le mène à Édinbourg sous la garde de son frère Robert. Ce coup de main est effectué avec l'accord tacite de Gilbert Kennedy, frère du défunt régent, et de Robert Flemming ainsi que de quelques autres nobles: les Ker, Hepburn et Lindsay. Trois mois après Jacques III apparait au Parlement et déclare que cet acte a été réalisé avec son approbation. Robert Boyd « miroir de chevalerie » qui n'était jusqu'à présent que l’instructeur militaire du jeune roi devient son unique Gardien et Lord Chancelier d'Écosse à vie. Il est en outre nommé Justicier Général en 1467.
En avril 1467 il organise le mariage de son fils aîné Thomas Boyd qui est créé à cette occasion Shérif et comte d'Arran ainsi que Stewart de Kirkcurbright, avec la princesse Marie Suart, sœur aînée de Jacques III, ce qui attise la jalousie des autres nobles et rend sa future chute inévitable lorsque le roi prend conscience que cette union est une insulte impardonnable.
Lord Boyd obtient la cession des Orcades à l'Écosse, le 8 septembre 1468, de Christian Ier, roi de Norvège, lors des négociations de l'union de sa fille
Marguerite, avec Jacques III. Alors qu'il est se trouve encore au Danemark pour les négociations du traité; lui son fils  Thomas  comte d'Arran et son frère et coadjuteur Sir Alexander Boyd, sont accusés de haute trahison, ce qui entraîne la déchéance de leur Pairie. Robert Boyd est encore vivant à Pâques 1480/1481, et il meurt avant octobre 1482, peut-être à Alnwick au Northumberland où il s'était réfugié en 1469.. Moins chanceux, son frère Alexandre Boyd est arrêté et exécuté en novembre 1469.
Les biographes de Jacques III considèrent les Boyd comme des politiciens sans scrupules et des optimistes inconscients S'emparer par un coup de force de la tutelle d'un roi mineur est, en effet, un moyen habituel d’accéder au pouvoir dans l'Écosse médiévale, mais c'est également une voie dangereuse. Boyd avait sous estimé les dangers et surestimé ses appuis et enfin commis une erreur fatale en mariant son fils à la sœur du roi, une insulte que le souverain ne pouvait pas oublier.

## Union et postérité
Robert Boyd épouse  Mariot ou Janet, fille de Sir Robert Maxwell de Calderwood. Elle meurt après le 25 juin 1472, ou au début de 1473 Ils ont trois fils :
- Thomas Boyd, comte d'Arran il est au Danemark avec son père lorsqu'ils sont  disgraciés. Toutefois il termine sa mission et ramène la fiancée du roi. Marguerite d'Écosse son épouse l'ayant prévenu de la situation il se réfugie sur le continent avec elle. On ne sait rien de sa vie ultérieure.[1]
- Alexander Boyd 3e Lord Boyd, qui devient le chef de la famille après la mort de James Boyd 2e Lord Boyd, le fils de son frère ainé Thomas.
- Archibald dit de  Nariston, puis de Bonshaw.  Archibald est considéré comme étant de Nariston en 1472, mais il apparait que ses droits sur ce domaine sont contestés et qu'il en perd la possession vers 1500. En 1502 Archibald et son épouse Christiane Mure louent Bonschaw et Dririg. Il est mort le avant le 4 mai 1507, lorsque sa veuve Christiane Mure, et leurs fils, doivent s'acquitter du loyer où abandonner leurs domaines. Elle est encore en vie le  28 janvier 1523. Le couple à deux fils et trois filles [8]